# Малый Кисловский переулок
Ма́лый Ки́словский переу́лок (в XVII веке — Ива́новский переу́лок, в 1937—1993 годах — Со́биновский переу́лок) — переулок в Центральном административном округе города Москвы. Проходит от Нижнего Кисловского переулка до Большой Никитской. Нумерация домов ведётся от Нижнего Кисловского переулка.

## Происхождение названия
Название XVII века, дано по Кисловской слободе. Кислошниками называли людей, профессионально занимавшихся засолкой и квашением овощей и ягод, приготовлением кислых напитков — кваса, щей и др. В районе нынешних Кисловских переулков находилась принадлежавшая двору царицы царицына Кисловская слобода. Рядом также располагалась патриаршая Кисловская слобода.
Продукция кислошников поступала на царский и патриарший стол, поэтому за ними велось особое наблюдение. Приказные из царицына двора смотрели, «чтоб вином и табаком не торговали и корчмы и никакого воровства не чинили, и приезжих и пришлых всяких чинов дюдей несродичей к себе во дворы никого не принимали, из дворов своих на улицу в Кисловке всякого помёту не метали, а кто будет нарушать эти правила и таких людей винопродавцев, имая с вином и питухов, и корчемников, и воровских людей, приводить вверх в Приказ Мастерской палаты» (ведавшей продовольствием царского двора).

## История
В XVII веке переулок одно время назывался Ивановским по находившейся здесь церкви Святого Иоанна Милостивого.
В 1937 году переулок был переименован в Собиновский переулок в честь оперного певца Л. В. Собинова в связи с тем, что в переулке находилось училище Московского филармонического общества, где учился певец. В 1993 году переулку возвращено историческое название.

## Примечательные здания и сооружения

### По нечётной стороне
- № 1 (№ 2/10 по Калашному и Нижнему Кисловскому переулкам),  памятник архитектуры (региональный) — доходный дом А. И. Титова, он же Дом Моссельпрома (1911—1913, архитектор Н. Д. Струков[2]; 1923—1925, архитекторы Д. М. Коган, А. Ф. Лолейт, инженер В. Д. Цветаев).

До пожара 1812 года на этом участке находились Церковь Иоанна Милостивого и постройки её причта. К 1817 году на месте сгоревших строений было выстроено несколько жилых каменных зданий (в одном из них в 1818—1819 годах жила семья С. Ф. Мочалова, отца актёра Павла Мочалова). К началу XX века здесь находились трактир и стоянка извозчиков. В 1912 году по заказу нового владельца участка, купца Титова, архитектор Николай Струков начал тут строительство многоэтажного доходного дома. 22 марта 1913 года у практически достроенного 7-здания обрушилась фасадная стена (это было уже третье обрушившееся здание архитектора Струкова), после чего проект был реализован до конца лишь частично.
В 1923—1925 годах пятиэтажное здание было надстроено двумя этажами по проекту инженера В. Д. Цветаева и архитектора Давида Когана, его увенчала зубчатая шестиугольная башня с часами, спроектированная Артуром Лолейтом. По окончании работ здание занял «Моссельпром», организованный в 1922 году как объединение по переработке сельскохозяйственной продукции. Здание стало известным благодаря фразе «Нигде кроме, как в Моссельпроме» авторства Владимира Маяковского, размещённой на панно, выполненном по проекту художников Александра Родченко и Варвары Степановой. Существующее внешнее оформление было воссоздано в 1990-е годы по проекту архитектора Е. Овсянниковой.
В 1964—1969 годах здесь в кв. № 11 жил филолог Виктор Виноградов. Нынче в здании находятся один из факультетов Академии театрального искусства, мастерская художника Ильи Глазунова и (с «2019 года) арт-пространство Нигде Кроме», объединяющее в себе выставочный зал, книжный магазин и литературное кафе), дизайн и концепция которого построены на идеях и эстетике русского авангарда начала XX века, а культурная программа включает самые разные культурные события — встречи с современными писателями, презентации интеллектуальных изданий, философские диспуты, театральные перформансы, вечера фольклорной песни, рок-концерты и многое другое.
- № 3 — доходный дом, 1914[2]; в советское время — издательство «Искусство».
- № 5 — особняк В. Думнова, 1903, архитектор А. М. Щеглов[2]. В настоящее время в здании находится посольство Эстонии.
- № 5а — дом И. Г. Наумова — А. С. Олениной — В. В. Думнова, здание XVIII века, перестраивалось в 1816 году, фасад — 1894; архитектор П. М. Самарин[2][6].

Бывшая резиденция посла Японии. В настоящее время в здании находится резиденция посла Швейцарии.
- № 7 — доходный дом, 1890, архитектор И. Г. Кондратенко.
- № 9 — здание 1838—1850-х гг., а также доходный дом М. А. Грачёвой (1912, архитектор И. И. Флоринский), в советское время был надстроен двумя этажами[2].

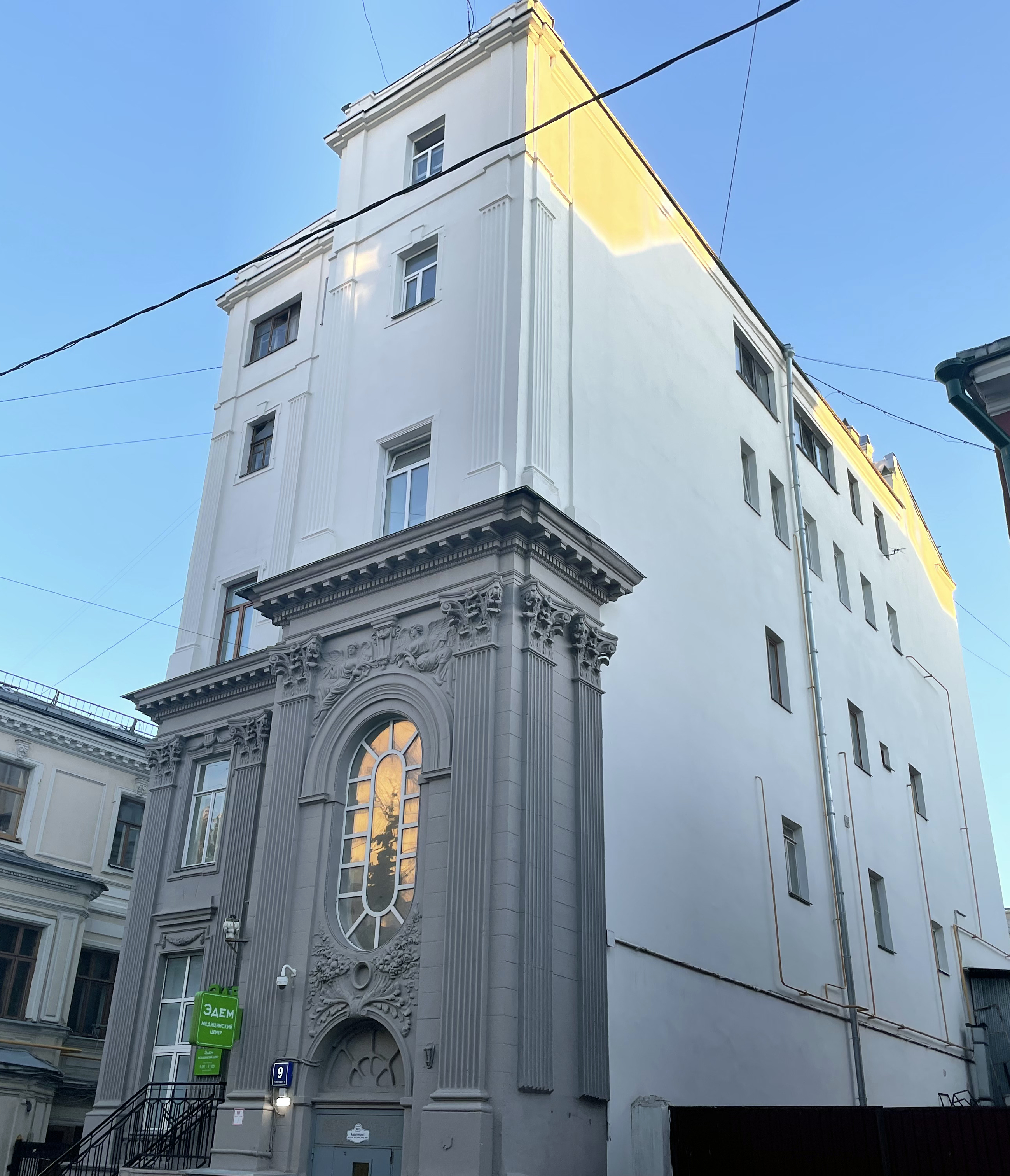
Особняк в стиле модерн. Доходный дом М.А.Грачёвой. Архитектор И.И.Флоринский. 1912 год. Москва, Малый Кисловский пер., 9

- № 11 — жилой дом, 1897, архитектор К. К. Альбрехт (перестроен из городской усадьбы П. В. Снегирева — В. С. Бехтеевой — В. Е. Маслова).
- № 17 — Особняк купца Булошникова, находится на пересечении с Большой Никитской улицей, был построен в 1820-е годы[7].

### По чётной стороне
- № 2 — дом придворного доктора Г. Доппельмейера[8][9] (XVIII век; 2-я половина XIX века)[2]. В 1890-х годах здесь жил химик И. А. Каблуков[10].
- № 4 — дом М. Н. Волконского, здание 1-й половины XVIII века, конца XVII — начала XIX веков; 2-й половины XIX века[2]. В этом доме жили звонарь-виртуоз, теоретик русского колокольного звона К. К. Сараджев и в 1818 году — поэт К. Н. Батюшков[10].
- № 6, стр. 1,  памятник архитектуры (федеральный) — городская усадьба XVIII — начала XIX веков.

Здание первой половины XVIII века, перестраивалось в XIX и XX веках. После 1812 года здесь находилась Московская губернская гимназия, в 1820-х годах — типография А. И. Семена, после 1826 года — Московская глазная больница. В 1827 году здесь жил поэт Адам Мицкевич.
В 1902—1918 годах в здании располагалось музыкально-драматическое училище Московского филармонического общества. В училище преподавали В. И. Немирович-Данченко, В. Э. Мейерхольд, его окончили И. М. Москвин, Е. Н. Гоголева, Л. В. Собинов и другие деятели культуры. В 1922 году училище было реорганизовано в Государственный институт театрального искусства (ГИТИС).
- № 10/7 — здание XVIII века (два нижних этажа). После 1812 года дом принадлежал генерал-майору Г. А. Колокольцеву, с 1858 года — В. И. Якунчикову, женатому на З. Н. Мамонтовой. Здесь жили и работали их дочери-художницы Мария и Вера Якунчиковы. В 1899—1903 годах в доме жил член объединения художников «Голубая роза» С. Г. Судейкин, с 1908 года — скульптор С. Т. Коненков. В 1953 году дом был надстроен четырьмя этажами[2].